# Camarophyllopsis paupertina
Camarophyllopsis paupertina är en svampart som först beskrevs av A.H. Sm. & Hesler, och fick sitt nu gällande namn av Boertm. 2002. Camarophyllopsis paupertina ingår i släktet Camarophyllopsis och familjen Hygrophoraceae.   Inga underarter finns listade i Catalogue of Life.